# 柳沼卓二
栁沼 卓二（やぎぬま たくじ、1966年（昭和41年） - ）は、福島県出身の実業家。パチンコ内装業を主とする有限会社マックスアミューズメント代表取締役社長。2009年5月より、学校法人湘南ライナス学園最上学副校長の推薦により同法人の理事長。

## 略歴
- 1966年、福島県郡山市出身
- 2001年、神奈川県川崎市に有限会社マックスアミューズメントを設立
- 2009年5月、学校法人湘南ライナス学園理事長に就任